# Ouyably-Gnondrou
Ouyably-Gnondrou  è una città e sottoprefettura della Costa d'Avorio appartenente al dipartimento di Kouibly. Conta una popolazione di 49 470 abitanti (censimento 2014).